# Tatjana Pirro
Tatjana (Tatiana) Nuredin Pirro lub Tatjana Nurçe (ur. 20 czerwca 1958 w Lushnji) – albańska ekonomistka, deputowana do Zgromadzenia Albanii z ramienia Socjalistycznej Partii Albanii.

## Życiorys
W 1981 roku ukończyła studia ekonomiczne na Uniwersytecie Rolniczym w Tiranie. Pracowała następnie jako normistka w sektorze szklarniowym, następnie była likwidatorką jednej ze spółek oraz pracowała jako ekonomistka w oddziale rafinerii ARMO w Lushnji, którym zarządzała w latach 1999-2003. W latach 2003–2017 była administratorką hotelu Blerimi w Lushnji.
W wyborach parlamentarnych z 2017 roku uzyskała mandat deputowanej do Zgromadzenia Albanii, w której reprezentowała Socjalistyczną Partię Albanii.

## Odznaczenia
W marcu 2017 roku została uhonorowana Orderem za zasługi cywilne za działalność w zakresie ekonomii.